# Società Sportiva Virtus Lanciano 1924 2011-2012
Questa voce raccoglie le informazioni riguardanti la Società Sportiva Virtus Lanciano 1924 nelle competizioni ufficiali della stagione 2011-2012.

## Stagione
La Virtus Lanciano nella stagione 2011-2012 disputa il girone B del campionato di Prima Divisione, raccoglie 54 punti che valgono il quarto posto finale, qualificandosi per i Play-off, dove supera due compagini siciliane, il Siracusa nel doppio confronto della semifinale e il Trapani nel doppio confronto della finale, entrambe meglio piazzate in campionato, rispetto alla squadra allenata da Carmine Gautieri. La Virtus Lanciano conquista così per la prima volta, dopo ottantott'anni di storia, la promozione in Serie B. Gran protagonista di questa stagione rossonera il livornese Leonardo Pavoletti, preso dal Casale, autore di 16 reti in campionato. Il Lanciano ha partecipato in questa stagione anche alla Coppa Italia nazionale ma uscendo subito dal torneo, eliminata dal Castel Rigone (1-2). Mentre compie più strada nella Coppa Italia di Lega Pro, nella quale entra in scena nei turni ad eliminazione diretta, avendo partecipato alla Coppa Italia nazionale saltando il girone di qualificazione. Nel primo turno elimina il Chieti, nel secondo turno elimina la Ternana, mentre non supera il terzo turno, un girone a tre squadre, che manda in semifinale il Pisa.

## Organigramma societario
Area direttiva
- Presidente: Valentina Maio
- Presidente onorario: Francesco Maio
- Direttore generale: Guerino Diomede
- Amministratore delegato: Guglielmo Maio
- Direttore sportivo: Luca Leone

Area tecnica
- Direttore sportivo:
- Allenatore: Carmine Gautieri
- Allenatore in seconda: Pierluca Cincione
- Collaboratore tecnico:
- Preparatore/i atletico/i: Francesco Delmorgine, Danilo Massi
- Preparatore dei portieri: Patrick Bettoni

Area sanitaria
- Responsabile: Antonio Falconio

## Rosa
| N. |                   | Ruolo | Calciatore         |
| -- | ----------------- | ----- | ------------------ |
|    | Italia (bandiera) | P     | Luigi Amabile      |
|    | Italia (bandiera) | P     | Vincenzo Aridità   |
|    | Italia (bandiera) | P     | Angel Casadei      |
|    | Italia (bandiera) | D     | Federico Amenta    |
|    | Italia (bandiera) | D     | Antonio Aquilanti  |
|    | Italia (bandiera) | D     | Nicolas Di Filippo |
|    | Italia (bandiera) | D     | Francesco Giusti   |
|    | Italia (bandiera) | D     | Carlo Mammarella   |
|    | Italia (bandiera) | D     | Leonardo Massoni   |
|    | Italia (bandiera) | D     | Daniele Rosania    |
|    | Italia (bandiera) | D     | Edoardo Scrosta    |
|    | Italia (bandiera) | D     | Gaetano Vastola    |
|    | Italia (bandiera) | C     | Giorgio Capece     |
|    | Italia (bandiera) | C     | Paolo Ciarelli     |
|    | Italia (bandiera) | C     | Roberto D'Aversa   |
|    | Italia (bandiera) | C     | Gennaro Ferrara    |
|    | Italia (bandiera) | C     | Augusto Marfisi    |

| N. |                       | Ruolo | Calciatore            |
| -- | --------------------- | ----- | --------------------- |
|    | Italia (bandiera)     | C     | Salvatore Margarita   |
|    | Slovenia (bandiera)   | C     | Mitja Novinić         |
|    | Italia (bandiera)     | C     | Fabrizio Paghera      |
|    | Italia (bandiera)     | C     | Luca Verna            |
|    | Italia (bandiera)     | C     | Alessandro Volpe      |
|    | Italia (bandiera)     | A     | Cosimo Chiricò        |
|    | Italia (bandiera)     | A     | Alfredo Donnarumma    |
|    | Italia (bandiera)     | A     | Riccardo Improta      |
|    | Italia (bandiera)     | A     | Alan Mastropietro     |
|    | Italia (bandiera)     | A     | Leonardo Pavoletti    |
|    | Italia (bandiera)     | A     | Gianmarco Piccioni    |
|    | Italia (bandiera)     | A     | Vincenzo Sarno        |
|    | Italia (bandiera)     | A     | Alessandro Tarquini   |
|    | Italia (bandiera)     | A     | Mario Titone          |
|    | Italia (bandiera)     | A     | Manuel Turchi         |
|    | Italia (bandiera)     | A     | Alessandro Viscontini |
|    | Uzbekistan (bandiera) | A     | Ilyas Zeytulaev       |

## Risultati

### Lega Pro Prima Divisione 2011-2012

#### Girone di andata
| Arbitro: | Barbeno (Brescia) |

|  |           |                |
|  | Marcatori | 65’ R. Improta |

| Arbitro: | Pasqua (Tivoli) |

|                                   |           |                   |
| Pavoletti 27’, 55’ R. Improta 39’ | Marcatori | 18’, 90+2’ Godeas |

| Arbitro: | Abbattista (Molfetta) |

|  |           |               |
|  | Marcatori | 77’ Pavoletti |

| Arbitro: | Aversano (Treviso) |

|                                     |           |            |
| M. Turchi 55’ (rig.) Mammarella 90’ | Marcatori | 78’ Mazzeo |

| Arbitro: | Bindoni (Venezia) |

|                                 |           |              |
| Bonvissuto 56’ M. Artistico 65’ | Marcatori | 8’ Pavoletti |

| Arbitro: | De Faveri (San Donà di Piave) |

|                              |           |               |
| Guerra 48’, 89’ Avogadri 71’ | Marcatori | 17’ Pavoletti |

| Lanciano 12 ottobre 2011 7ª giornata | Virtus Lanciano | 0 – 0 | Spezia | Stadio Guido Biondi\| Arbitro: \| Merlino (Udine) \| |
| Arbitro:                             | Merlino (Udine) |       |        |                                                      |

| Arbitro: | Roca (Foggia) |

|                |           |  |
| N. Ferrari 35’ | Marcatori |  |

| Arbitro: | Peretti (Verona) |

|                                   |           |           |
| Massoni 63’ Ale. Volpe 85’ (rig.) | Marcatori | 73’ Arini |

| Arbitro: | Coccia (San Benedetto del Tronto) |

|                                |           |  |
| Le Noci 28’ (rig.) Minelli 63’ | Marcatori |  |

| Arbitro: | Sacchi (Macerata) |

|                              |           |               |
| Pavoletti 11’ Ale. Volpe 80’ | Marcatori | 25’ Jefferson |

| Arbitro: | Dei Giudici (Latina) |

|                    |           |                                        |
| Barraco 25’ (rig.) | Marcatori | 40’ D'Aversa 45’ Ale. Volpe 64’ Titone |

| Arbitro: | Aureliano (Bologna) |

|                |           |            |
| Mammarella 60’ | Marcatori | 58’ Merini |

| Arbitro: | La Penna (Roma) |

|  |           |             |
|  | Marcatori | 89’ Corazza |

| Arbitro: | Rocca (Vibo Valentia) |

|  |           |                          |
|  | Marcatori | 35’ Pavoletti 82’ Capece |

| Arbitro: | Borriello (Mantova) |

|              |           |             |
| D'Aversa 45’ | Marcatori | 86’ Mancosu |

| Arbitro: | Ripa (Nocera Inferiore) |

|                   |           |              |
| Tarana 70’ (rig.) | Marcatori | 5’ Pavoletti |

#### Girone di ritorno
| Arbitro: | Benassi (Bologna) |

|                 |           |  |
| Pavoletti 90+1’ | Marcatori |  |

| Arbitro: | Saia (Palermo) |

|                                       |           |  |
| Curiale 44’ S. Motta 88’ Godeas 90+1’ | Marcatori |  |

| Lanciano 22 gennaio 2012 20ª giornata | Virtus Lanciano | 0 – 0 | Prato | Stadio Guido Biondi\| Arbitro: \| Brasi (Seregno) \| |
| Arbitro:                              | Brasi (Seregno) |       |       |                                                      |

| Arbitro: | Aureliano (Bologna) |

|                 |           |                           |
| Mazzeo 56’, 73’ | Marcatori | 28’ Chiricò 49’ Pavoletti |

| Lanciano 5 febbraio 2012 22ª giornata | Virtus Lanciano      | 0 – 0 | Frosinone | Stadio Guido Biondi\| Arbitro: \| De Benedictis (Bari) \| |
| Arbitro:                              | De Benedictis (Bari) |       |           |                                                           |

| Arbitro: | Mangialardi (Pistoia) |

|              |           |                            |
| Pavoletti 8’ | Marcatori | 82’ Fr. Volpe 90+3’ Giovio |

| Arbitro: | Pairetto (Nichelino) |

|             |           |  |
| Gentili 46’ | Marcatori |  |

| Arbitro: | Dei Giudici (Latina) |

|                             |           |              |
| Al. Volpe 45+1’ Chiricò 56’ | Marcatori | 79’ Albanese |

| Arbitro: | Merlino (Udine) |

|  |           |                |
|  | Marcatori | 18’ Mammarella |

| Arbitro: | Ripa (Nocera Inferiore) |

|                                    |           |                |
| Mammarella 8’ Al. Volpe 33’ (rig.) | Marcatori | 22’ Possanzini |

| Arbitro: | Adducci (Paola) |

|                 |           |                                       |
| Jefferson 90+2’ | Marcatori | 47’ Pavoletti 62’ Chiricò 89’ Vastola |

| Lanciano 1º aprile 2012 29ª giornata | Virtus Lanciano | 0 – 0 | Trapani | \| Arbitro: \| Ros (Pordenone) \| |
| Arbitro:                             | Ros (Pordenone) |       |         |                                   |

| Arbitro: | Benassi (Bologna) |

|            |           |                                  |
| Corrent 8’ | Marcatori | 13’ Al. Volpe 20’, 32’ Pavoletti |

| Arbitro: | Coccia (San Benedetto del Tronto) |

|                    |           |                                               |
| Cunico 1’ Radi 36’ | Marcatori | 8’ Massoni 22’ Pavoletti 70’ (rig.) Al. Volpe |

| Lanciano 22 aprile 2012 32ª giornata | Virtus Lanciano   | 0 – 0 | Pergocrema | Stadio Guido Biondi\| Arbitro: \| Bellotti (Verona) \| |
| Arbitro:                             | Bellotti (Verona) |       |            |                                                        |

| Arbitro: | Maresca (Napoli) |

|          |           |  |
| Coda 11’ | Marcatori |  |

| Arbitro: | Merlino (Udine) |

|               |           |                            |
| Al. Volpe 27’ | Marcatori | 23’ A. Montella 78’ Tarana |

### Play-off
| Arbitro: | Pairetto (Nichelino) |

|              |           |  |
| M. Turchi 7’ | Marcatori |  |

| Arbitro: | Fabbri (Ravenna) |

|                                 |           |                          |
| Fernandez 23’ Fofana 59’ (rig.) | Marcatori | 17’ Sarno 63’ Mammarella |

| Arbitro: | Pasqua (Tivoli) |

|                        |           |              |
| Ales. Volpe 63’ (rig.) | Marcatori | 48’ Caccetta |

| Arbitro: | Abbattista (Molfetta) |

|            |           |                                       |
| Gambino 1’ | Marcatori | 28’ Pavoletti 66’ Sarno 85’ Margarita |

### Coppa Italia
| Arbitro: | Fiore (Barletta) |

|                |           |                              |
| Mammarella 59’ | Marcatori | 16’ De Luca 35’ Tranchitella |

### Coppa Italia Lega Pro

#### Fase ad eliminazione diretta
| Arbitro: | Aloisi (Avezzano) |

|              |           |                           |
| Ceballos 21’ | Marcatori | 70’ Verna 117’ Di Filippo |

| Arbitro: | Dei Giudici (Latina) |

|                             |           |                                      |
| Litteri 27’ Della Penna 80’ | Marcatori | 3’, 25’, 75’ Chiricò 50’ Zeytullayev |

| Arbitro: | Maresca (Napoli) |

|            |           |  |
| Turchi 80’ | Marcatori |  |

| Arbitro: | Aureliano (Bologna) |

|               |           |  |
| Strizzolo 75’ | Marcatori |  |